# Stefan Goldmann

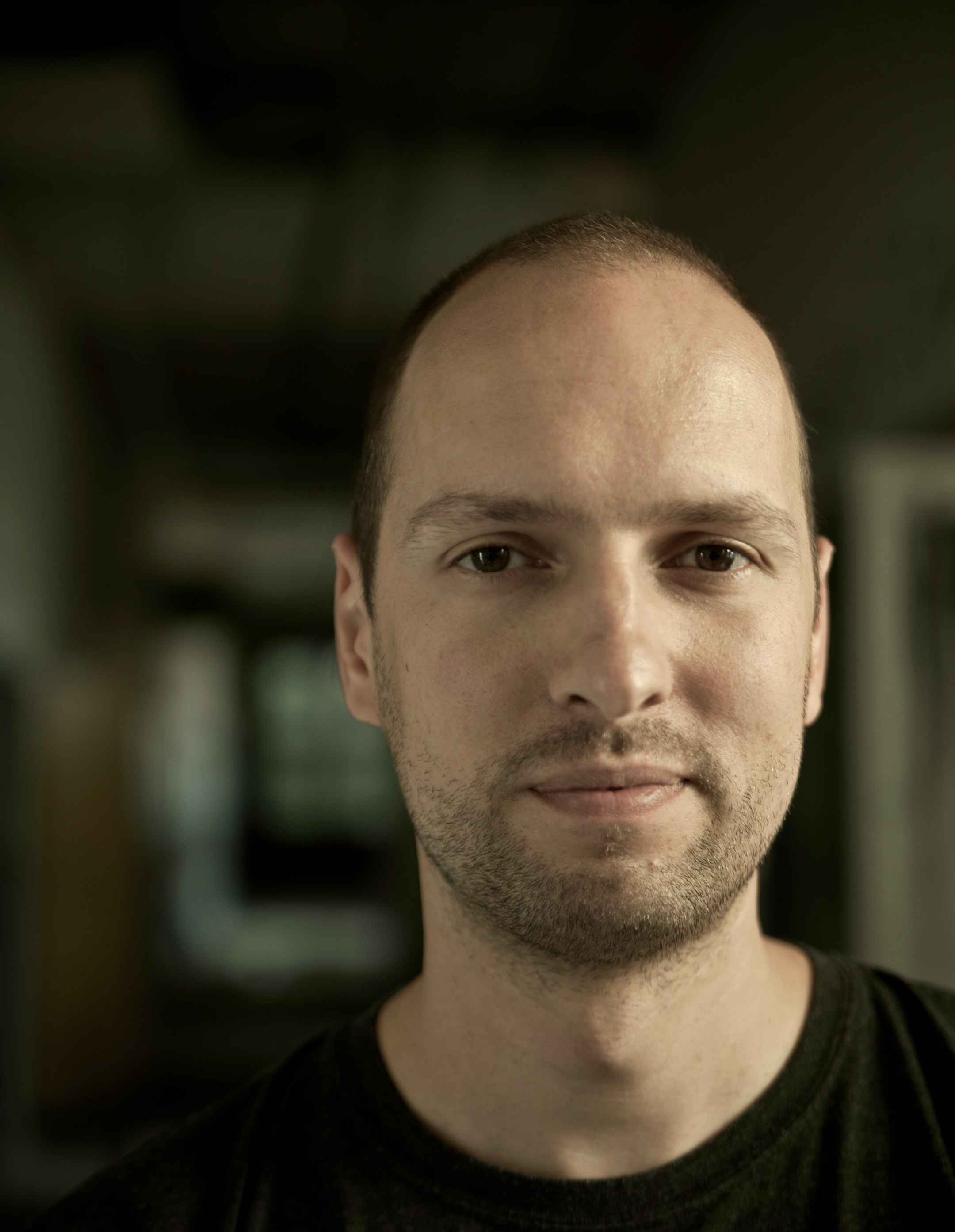
Stefan Goldmann

Stefan Goldmann (* 1978 in Berlin) ist ein Komponist elektronischer Musik, DJ und Produzent.

## Biografie
Stefan Goldmann wuchs in Berlin und Sofia auf. Er studierte Audiokommunikation an der TU Berlin und schrieb eine Magisterarbeit über die auditive Wahrnehmung von Polyrhythmen. Anschließend studierte er Rechtswissenschaft, ebenfalls in Berlin, und spezialisierte sich auf Wirtschafts- und Immaterialgüterrecht.

## Erste Veröffentlichungen
Ab ca. 1999 begann er, elektronische Musik zu produzieren, vor allem Techno und House, aber auch elektroakustisch durchkomponierte Werke. Erste Singles, EPs und Remixe erschienen ab 2001 auf Labels in Großbritannien und den USA. Seit 2005 veröffentlichte er für die Labels Perlon und Innervisions und begann international sowie insbesondere im Berliner Club Berghain als DJ aufzutreten. 2007 gründete Goldmann das Label Macro, das neben seinen eigenen Produktionen auch Arbeiten anderer Künstler präsentiert. Dort erschien sein erstes Album The Transitory State zugleich mit einem Album elektroakustischer Kompositionen, Voices Of The Dead. Für dessen Live-Präsentation entwickelte er den „Elektroakustischen Salon“, der als Veranstaltungsreihe im Berghain fortgeführt wird.
Die Tracks dieser Zeit sind von eigenständigen Ansätzen geprägt, die für den clubkulturellen Zusammenhang neuartig waren, diesem aber eng verbunden blieben. So entstanden mit Sleepy Hollow, Lunatic Fringe oder The Maze Tracks, die avantgardistisch wirkten und zugleich Jahrespoll-Platzierungen erzielten. Durch ihren Umgang mit Melodien, Samples und rhythmischen Gestaltungen gelten diese Tracks als prägender Einfluss für den sogenannten postminimalen Techno.

## Konzeptionelle Ansätze
Was diese Tracks erahnen ließen, begann Goldmann ab 2009 auf breiter angelegte Veröffentlichungen zu übertragen. Der größere Teil seiner Arbeit ist seitdem durch Konzepte geprägt, die sich gleichermaßen auf musikalische Inhalte (z. B. Rhythmus- und Tonsysteme) wie auf produktionstechnische oder medienspezifische Eigenschaften (z. B. Edit- und Looptechniken, Sampling, Raster, Fragen der Digitalisierung und auditiven Wahrnehmung, Formateigenschaften von Trägermedien) stützen. Dazu gehören u. a. seine Remixe für Igor Stravinskys „Le Sacre Du Printemps“ und Christian Fennesz, die Mix-CD Macrospective, das Album 17:50 wie auch das Ballett The Grand Hemiola, das in Zusammenarbeit mit dem Choreographen Kevin O’day entstand. Seine Arbeit beschreibt er als das „Auffinden und Schließen von Lücken.“ Einige dieser Arbeiten sind kaum noch als Techno wahrnehmbar, sind aber meist direkt aus dessen Formen abgeleitet. Die vormalige Beschränkung auf elektronische Klangerzeugung ist erweitert worden durch Kollaborationen, u. a. mit bildenden Künstlern, Filmemachern, Ensembles für Neue Musik oder Bands.
Neben seinen Auftritten als DJ treten verstärkt Auftragswerke für Kulturinstitutionen und Festivals. Dazu zählen das Musiktheaterwerk Alif für MaerzMusik Berlin, sowie Aufträge des Nationaltheaters Mannheim, des LACMA Museums in Los Angeles, Ny Musikk Norwegen oder des BASF Kulturprogramms. Spezielle Konzertprogramme stellte er unter anderem im Centro Cultural Kirchner (CCK) in Buenos Aires, beim Mutek Festival in Montreal, in der Zeche Zollverein in Essen und mit dem Ensemble Modern in Frankfurt vor. Mit letzteren trat er 2018 auch beim f(t) festival auf, das er auf Einladung des Berliner Radialsystem V kuratierte. 2020 gestaltete er das Programm des Strom Festivals der Philharmonie Berlin, bei dem er auch als erster elektronischer Musiker ein Konzert im Großen Saal spielte. Ferner war Goldmann 2012 Artist in residence an der Villa Kamogawa in Kyoto, wo er ein ortsspezifisches Konzert im Honen-in Tempel umsetzte, an der Villa Aurora in Los Angeles (2017), der Deutschen Akademie Rom Casa Baldi (Rompreis 2022) und an der Kulturakademie Tarabya in Istanbul (2023). Weitere Künstlerresidenzen führten in nach Tokyo, Thessaloniki und Cusco.

## Texte und Lehre
Seit 2007 schrieb er als Gastautor diverser Medien einflussreiche Artikel zu Digitalisierung und der Ästhetik elektronischer Musik, u. a. im Wire Magazine. Seit 2011 verfasst er eine Kolumne für das Berghain-Programmheft. 2015 erschien das Buch „Presets – Digital Shortcuts to Sound“, in dem er die ästhetischen Auswirkungen digitaler Musiktechnologie untersucht (u. a. in Interviews mit Robert Henke, Cory Arcangel, Michael Wagener und anderen). Goldmann war Teil des Autorenkollektivs des Berghain-Bandes „Berghain: Kunst im Club“. Ein Aufsatz zur Ästhetik von Techno erschien 2016 im Band „Techno Studies“ zum gleichnamigen Symposium der Universität der Künste Berlin. Als Gastdozent hielt er Vorlesungen und gab Workshops unter anderem an der Universität der Künste Berlin, der Folkwang Universität Essen und der Hochschule der Künste Bern.

## Werke

### Alben
- The Transitory State (Macro 2008, Doppel-CD)
- Voices Of The Dead (Macro 2008, 5x7" Box Set)
- Igor Stravinsky: Le Sacre Du Printemps Edit (Macro 2009, CD)
- 17:50 (Macro 2012, 2x12" / CD)
- Live At Honen-In Temple (Macro 2013, CD)
- Industry (Macro 2014, CD / LP)
- A1 (Macro 2016, CD)
- Tacit Script (Macro 2019, CD)
- Veiki (Macro 2019, CD)
- Live At Philharmonie Berlin (Macro 2021, CD)
- Sfera (Macro 2022, CD)
- Vector Rituals (Macro 2022, LP)
- Call and Response (Ash International 2022, CD)
- Expanse (Edition Kymata 2024, 5xCD)
- Alluvium (Macro 2024, CD)

### Mix CDs
- The Empty Foxhole (Mule Electronic 2009, Mix-CD)
- Macrospective (Macro 2011, Mix-CD), mit Finn Johannsen

### DVD + Filmmusik
- Parameter (Macro 2012, DVD)
- A1 – Ein Streifen Schweizer Strasse. Filmmusik zum Dokumentarfilm von Mike Müller und Tobi Müller, Schweizer Fernsehen 2016 (CD-Veröffentlichung: Macro 2016)

### Singles & EPs
- The Shnic Shnac EP (Classic 2002, 12")
- Macroply/Submerge (Classic 2003, 12")
- Pain (Classic 2004, 12")
- Shimmer EP (Ovum 2004, 12")
- Life Cycle EP (Front Room 2004, 12")
- Blood (Perlon 2005, 12")
- Sleepy Hollow (Innervisions 2006, 12")
- Aurora / Beluga (Macro 2007, 12")
- Lunatic Fringe (Macro 2007, 12")
- Radiant Grace (Macro 2008, 12")
- Wolverine (Mule Electronic 2008, 12")
- Art Of Sorrow (Victoriaville 2009, 12")
- Under The Beam / Yes To All (Cocoon 2009, 12")
- The Maze (Macro 2010, 12")
- Remasters Vol.1 (Victoriaville 2010, 12")
- The Grand Hemiola (Macro 2011, 2 × 12")
- Emptying The Vaults Vol. 1-3 (Victoriaville 2011, 3 × 12")
- Adem EP (Macro 2012, 12")
- Ghost Hemiola (Macro 2013, 2 × 12")
- Remasters Vol.2 (Victoriaville 2013, 12")
- Signs Taken For Wonders (Macro 2014, 12")
- Anchors EP (Macro 2015, 12")
- A1 Tools (Macro 2016, 12")
- Radiolarian / Streams (Olga 2017, 12")
- An Ardent Heart (Macro 2018, 12" + CD)
- Tears of Joy (Macro 2020, 12")
- Singing Wire Trilogy (Macro 2022, 3 x 7")
- In Aggregate / Carob (Macro 2023, 10")
- Scale and Scope (Edition Kymata 2024, 4x Flexidisc)

### Texte (Auswahl)
- Stefan Goldmann: „Kreuzmodulation: Entwurf einer Techno-Ästhetik“, in: Kim Feser / Matthias Pasdzierny (Hrsg.): „Techno Studies. Ästhetik und Geschichte elektronischer Tanzmusik“, b books, Berlin, 2017. ISBN 978-3-942214-25-4 – französische Übersetzung in Audimat, No.8 (2017)
- Stefan Goldmann: „Presets – Digital Shortcuts to Sound“, The Bookworm, London, 2015. ISBN 978-1-874104-02-5, frz. Übersetzung (Auszug): „Le grand complot des presets“, Audimat, No.5 (2016)
- Stefan Goldmann: Interview mit Carsten Nicolai, in: Berghain 10 – Kunst im Klub, Hatje Cantz, Berlin, 2015. ISBN 978-3-7757-3981-8
- „Everything popular is wrong“, erschienen bei LittleWhiteEarbuds.com, deutsche Übersetzung: „Alles Populäre ist falsch“ in TAZ die tageszeitung, 6. August 2011; tschechische Übersetzung: Umelec Magazine, September 2011; spanische Übersetzung: Indio bei archive.org, 16. Oktober 2012
- „Presets“, erschienen in: Groove Magazin 139, November 2012
- „Quality is overrated“, erschienen bei LittleWhiteEarbuds.com, November 2011
- „Heraus aus der Komfortzone – Neue Musik und Techno“, erschienen in: Groove Magazin 131, Juli 2011[9]
- „On Amza Tairov and retuning scales“, erschienen bei Modifyer.com, Process series 246, 2010
- „Berlin“, erschienen in: Faith Magazine, November 2007